# Placusa atrata
Placusa atrata är en skalbaggsart som först beskrevs av C. Sahlberg 1834.  Placusa atrata ingår i släktet Placusa och familjen kortvingar. Arten är reproducerande i Sverige. Inga underarter finns listade i Catalogue of Life.